# كواوتيموك
كواوتيموك (بالناهيوتلية: Cuauhtémoc تعني "الذي هَبط مثل النسر") (حوالي 1497 - حوالي 1525 م)، هو آخر ملوك إمبراطورية الآزتك، حكم من 1520 إلى 1521. تولى السُلطة خلفًا لـ«كويتلاهواك» وكان ابن عم الإمبراطور «مونتيزوما». أرتقى إلى عرش الإمبراطورية في سن الـ 25 عامًا، عندما حاصر الإسبان تينوتشتيتلان، عاصمة الآزتك العظيمة وأباد الجُدري سُكانها والذي أدخله الغُزاة الإسبان إلى الأمريكتين.

## الحياة المُبكرة
تاريخ ميلاد «كواوتيموك» غير معروف، كونه لم يدخل السجلات التاريخي حتى أصبح إمبراطورًا. كان الابن الأكبر للإمبراطور «أهويتزوتل» وربما يكون قد حضر حفل النار الأخير (كان حفلًا يُقام مرة كل 52 عامًا - دورة كاملة لتقويم الأزتك - من أجل درء نهاية العالم)، إيذانًا ببداية دورة جديدة مُدتها 52 عامًا في تقويم الأزتك. وفقًا لعدة مصادر، كانت والدته، «تياكابانتزين»، أميرة من منطقة تلاتيلولكو. بعد تعليمه في مدرسة النُخبة لأولاد النُبلاء، ثم خدمته العسكرية، تم تسميته حاكمًا على تلاتيلولكو، بلقب كواوتلاتواني ("الحاكم النسر") في عام 1515. للوصول إلى هذا المنصب، كان على «كواوتيموك» أن يكون ذكرًا ذو نسب نبيل ومحاربًا قد أسر أعدائه للتضحية البشرية. تزوج «كواوتيموك» من أميرة الأزتك التي عُرفت فيما بعد باسم «إيزابيل موكتيزوما».

## الحُكم
عندما تم انتخاب «كواوتيموك» في عام 1520 كملك لإمبراطورية الآزتك، كانت تينوتشتيتلان قد هزت بالفعل بسبب غزو الإسبان وحلفائهم الأصليين، وموت «مونتيزوما»، وموت «كويتلاهواك» شقيق «مونتيزوما»، الذي خلفه كحاكم، لكنه مات بسبب الجدري بعد ذلك بوقت قصير. تمشيًا مع الممارسة التقليدية، تم اختيار المرشح الأكثر قدرة من بين كبار النبلاء بتصويت أعلى النبلاء، وتولى «كواوتيموك» الحكم. على الرغم من أن تينوتشتيتلان بدأت في شن دفاع ضد الغزاة، إلا أنها أصبحت معزولة عسكريًا بشكل مُتزايد وواجهت ثُقل الأزمة وحدها إلى حد كبير، حيث زاد عدد حُلفاء الإسبان مع هجر العديد من المناطق السياسية التي كانت تحت سيطرتها سابقًا.
دعى «كواوتيموك» إلى تعزيزات من الريف للمُساعدة في الدفاع عن تينوتشتيتلان، بعد ثمانين يومًا من الحرب ضد الإسبان. من بين جميع اراضي الناهوا، بقيت منطقة تلاتيلولكو فقط مُخلصًا، وبحث سُكان تينوتشتيتلان الناجون عن ملجأ في تلاتيلولكو، حيث شاركت النساء في المعركة. تم القبض على «كواوتيموك» في 13 أغسطس 1521، أثناء فراره من تينوتشتيتلان عن طريق عبور بحيرة تيكسكوكو مع زوجته وعائلته وأصدقائه.

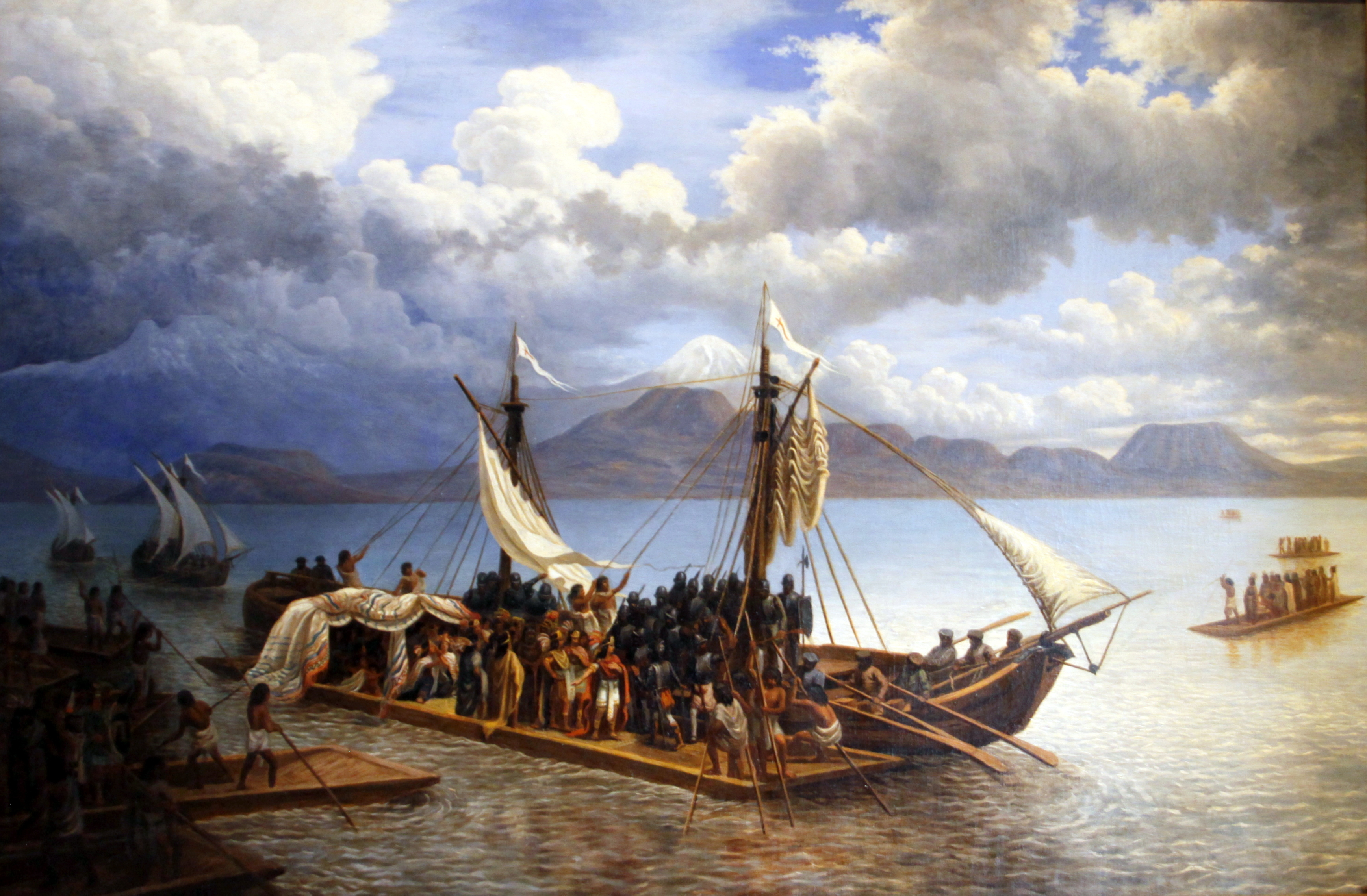
أسر كواوتيموك، بريشة «لويس كوتو».

استسلم إلى «كواوتيموك» هيرنان كورتيس» جنبًا إلى جنب مع النُبلاء الباقين على قيد الحياة، ووفقًا للمصادر الإسبانية، طلب من «كورتيس» أن يأخذ سكينه و"يصرعه ميتًا على الفور". رفض «كورتيس» طلبه وعامل خصمه بكرم. قال: "لقد دافعت عن عاصمتك كمُحارب شجاع". "يعرف الإسباني كيف يحترم الشجاعة، حتى مع العدو".

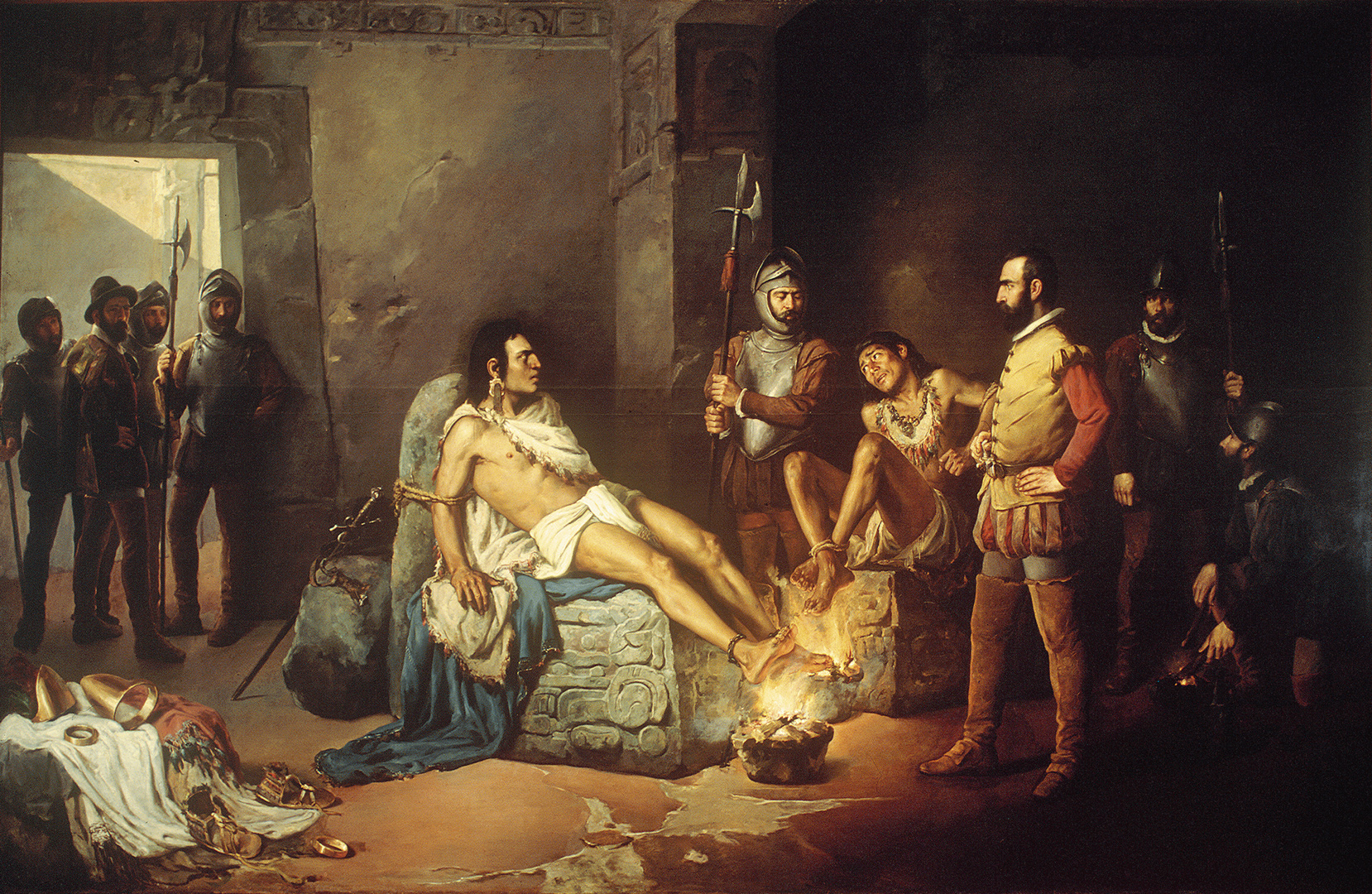
"تعذيب كواوتيموك"، بريشة «لياندرو إيزاجويري».

بناءً على طلب «كواوتيموك»، سمح «كورتيس» أيضًا للمكسيكين المهزُوم بمغادرة المدينة دون مضايقة. بعد ذلك، عندما لم ترق الغنيمة التي تم العُثور عليها إلى مُستوى توقعات الإسبان، تعرض «كواوتيموك» "للتعذيب بالنار"، حيث تم شوي أخمص قدميه العاريتين ببطء فوق الفحم، في مُحاولة فاشلة للكشف عن مكان وجود الكنوز. في النهاية، تم استرداد بعض الذهب ولكن أقل بكثير مما توقعه «كورتيس» ورجاله.
«كواوتيموك»، الذي عُمد الآن باسم «فرناندو كواوتيموتزين»، استمر في شغل منصبه تحت حُكم الإسبان، مُحتفظًا بلقبه، لكن من دون سيادة. من استسلامه حتى وفاته، احتجز الإسبان «كواوتيموك» في عُهدة حراسة مُشددة.

## الإعدام
في عام 1525، أخذ «كورتيس» «كواوتيموك» والعديد من النبلاء الأصليين الآخرين في رحلته الاستكشافية إلى هندوراس، حيث كان يخشى أن يقود «كواوتيموك» تمردًا في غيابه. تم إيقاف الحملة في العاصمة إيتزامكاناك، وأعدم فيها «كورتيس» «كواوتيموك» بزعم التآمر لقتله مع الإسبان الآخرين.

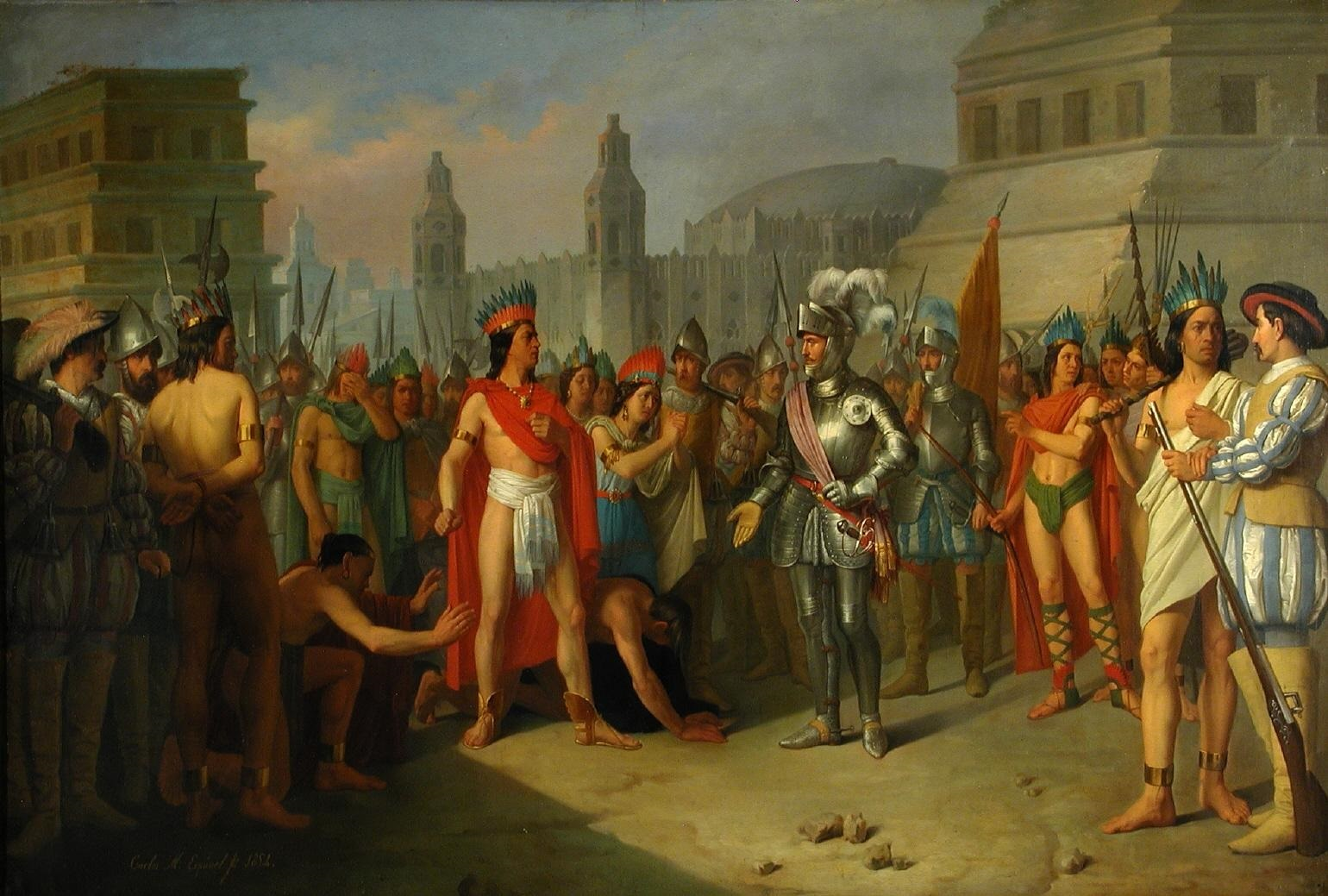
كواوتيموك في الأسر، بريشة «كارلوس إسكيبيل».

هناك عدد من التناقضات في الروايات المُختلفة للحدث. وفقًا لـ«كورتيس» نفسه، في 27 فبراير 1525، علم من أحد مواطني تينوشتيتلان، «مكسيكالسينجو»، أن «كواوتيموك»، «كواناكوتش» حاكم تيكسكوكو، و«تيتلبانكويتزال» حاكم تلاكوبان، كانوا يخططون لقتله. استجوبهم «كورتيس» حتى اعترف كل منهم ثم شنق «كواوتيموك» و«تيتلبانكويتزال» ولورد آخر هو «تلاكاتليك». كتب «كورتيس» أن اللوردات الآخرين سيكونون خائفين جدًا من التآمر ضده مرة أخرى، لأنهم يعتقدون أنه اكتشف الخطة من خلال قوى سحرية. تم دعم سرد «كورتيس» من قبل المؤرخ «فرانسيسكو لوبيز دي جومارا».

وفقًا للكونكيستدور «برنال دياز ديل كاستيلو»، الذي خدم تحت قيادة «كورتيس» الذي سجل تجاربه في كتابه التاريخ الحقيقي لغزو إسبانيا الجديدة، تم الكشف عن المؤامرة المُفترضة من قبل رجلين يدعى «تابيا» و«خوان فيلاسكيز». يصور «دياز» عمليات الإعدام على أنها غير عادلة ولا تستند إلى أي دليل، ويعترف بأنه أحب «كواوتيموك» شخصيًا. كما يسجل «كواوتيموك» وهو يلقي الخطاب التالي إلى «كورتيس» من خلال مُترجمه «دونا مارينا»:
أوه مالينزين [أي كورتيس]! الآن أفهم وعودك الكاذبة ونوع الموت الذي تُخبئه لي. لأنك تقتُلني ظُلمًا. الله يُطالبك بالعداله، فقد أخذتها مني عندما عهدتُ بنفسي إليك في مدينتي المكسيك!
كتب «دياز» أنه بعد ذلك، عانى «كورتيس» من الأرق بسبب الشعور بالذنب وأصاب نفسه بجروح بالغة أثناء تجواله في الليل.
كتب «فرناندو دي ألفا كورتيس إيكستليلشيتل»، مؤرخ اسباني-مكسيكي، سردًا لعمليات الإعدام في القرن السابع عشر استنادًا جُزئيًا إلى التقاليد الشفوية في تيكسكوكان. وفقًا لـ «إيكستليلشيتل»، كان اللوردات الثلاثة يمزحون بمرح مع بعضهم البعض بسبب شائعة مفادها أن «كورتيس» قرر إعادة البعثة إلى المكسيك، عندما طلب «كورتيس» من جاسوس أن يخبره بما يتحدثون عنه. أبلغ الجاسوس بصدق، لكن «كورتيس» اخترع المؤامرة بنفسه. تم شنق «كواوتيموك» و«كواناكوتش» و«تيتلبانكويتزال» بالإضافة إلى ثمانية آخرين. ومع ذلك، قطع «كورتيس» حبل «كواناكوتش»، آخر من يُشنق، بعد أن بدأ شقيقه في حشد محاربيه. لم يكن لدى «كواناكوتش» وقت طويل للتمتع بنجاته، حيث كتب «إيكستليلشيتل» أنه توفي بعد بضعة أيام.

### العظام
تحتوي مدينة إيكساتوبان الحديثة في ولاية غيريرو على مخزن للعظام، يُزعم أنه يحتوي على بقايا «كواوتيموك». قامت عالمة الآثار «إيولاليا غوزمان»، بالتنقيب عن العظام في عام 1949، والتي تم اكتشافها بعد فترة وجيزة من توثيق عظام «كورتيس»، التي عثر عليها في مدينة مكسيكو، من قبل المعهد الوطني للأنثروبولوجيا والتاريخ. في البداية، هنأ العلماء المكسيكيون «غوزمان»، ولكن بعد فحص مُماثل من قبل العلماء في المعهد الوطني، تم رفض أصالتهم، حيث كانت العظام في صندوق العظام تنتمي إلى عدة أشخاص مُختلفين، العديد منهم على ما يبدو من النساء. أثار الاكتشاف ضجة عامة. قدمت لوحة قامت بتجميعها «غوزمان» لدعم الخلاف الأولي. كان لدى أمانة التعليم العام لجنة أخرى تفحص العظام، والتي قدمت الدعم لنتائج المعهد الأصلية، لكنها لم تعلن عن النتيجة علنًا. نُشرت دراسة علمية عن الجدل في عام 2011 وجادلت بأن البيانات المُتاحة تُشير إلى أن القبر عبارة عن خدعة مُتقنة أعدها أحد السُكان المحليين من مدينة إيكساتوبان كوسيلة لتوليد الدعاية، والتي دعمها لاحقًا القوميون المكسيكيون مثل «إيولاليا غوزمان» الذين رغبوا في استخدام البحث لأغراض سياسية.

## الإرث
«كواوتيموك» هو تجسيد للقومية الوطنية في المكسيك، كونه إمبراطور الأزتك الوحيد الذي نجا من غزو الإمبراطورية الإسبانية. تم تكريمه بنصب تذكاري في باسيو دي لا ريفورما، وظهر وجهه على العُملات المعدنية والأوراق النقدية المكسيكية، ويتم الاحتفال به في اللوحات والموسيقى والثقافة الشعبية.
تم تسمية العديد من الأماكن في المكسيك على شرف «كواوتيموك». وتشمل هذه مدينة سيوداد كواوتيموك في تشيواوا وكواوتيموك في مدينة مكسيكو. تشمل المُدن الأصغر سيوداد كواوتيموك في فيراكروز وسيوداد كواوتيموك في تشياباس.
"كواوتيموك" هي سفينة تابعة للبحرية المكسيكية تعمل كسفير ثقافي من خلال زيارات مُتكررة إلى موانئ العالم. توجد محطة "كواوتيموك" على الخط 1 من مترو مدينة مكسيكو. هناك أيضًا محطة مترو في مونتيري سميت باسمه.
"كواوتيموك" هي أيضًا واحدة من الأسماء القليلة غير الإسبانية للأولاد المكسيكيين والتي تحظى بشعبية دائمة. على سبيل المثال، السياسي كواوتيموك كارديناس ولاعب كرة القدم كواوتيموك بلانكو.
خلال حملة الأزتيك في لعبة عصر الإمبراطوريات 2: عصر الملوك، يتحكم اللاعب بـ«كواوتيموك»، ويروي فيها «كواوتيموك» الافتتاحيات والإغلاق لكل سيناريو. في الجزء التالي من السلسلة، عصر الإمبراطوريات 3: رؤساء الحرب، كان «كواوتيموك» قائد الأزتيك.
في عام 1996 في أغنية "أهل الشمس" لفرقة ريج أغينست ذا ماشين، يقول المُغني «زاك دي لا روشا» بقوافي "عندما تستعيد غروب الشمس الخامسة، روح كواوتيموك حية وجامحة".
تم تصوير «كواوتيموك»، باسم جواتيمالا، بتعاطف في رواية المغامرة "ابنة مونتيزوما"، بقلم «هنري رايدر هاجارد». ظهر لأول مرة في الفصل الرابع عشر، وأصبح أصدقاء مع بطل الرواية بعد أن ينقذوا حياة بعضهم البعض. وصفت الرواية تتويجه وتعذيبه ووفاته.